# Хоссейни, Вайс
Мир Вайс Хосейни (фр. Mir Wais Hosseini; 4 июня 1955, Кабул, Афганистан) — французский химик, специалист в области супрамолекулярной химии.

## Биография
В 1972 году покинул Афганистан и обосновался в Страсбурге, Франция.
Обучался в Университете Луи Пастера (ныне Страсбургский университет). Получил диплом DAEG A в 1977 году, степень Maîtrise (примерно соответствует магистру) в физической химии — в 1979 году. Степень DEA в органической химии — в 1980 году, степень доктора (фр. Doctor d'Etat) (примерно соответствует кандидату наук) физических наук — в 1983 году.
После защиты работал в Канзасском университете и Беркли, однако в основном занимал посты в Страсбурге. В студенческое время и впоследствии работал в группе нобелевского лауреата Жана-Мари Лена.
С 1990 года — профессор химии Страсбургского университета и руководитель лаборатории координационной органической химии.
Создатель направления молекулярной тектоники
Автор двух с половиной сотен публикаиций. Имеет индекс Хирша 45.
Подготовил к защите 5 хабилитированных докторов, 30 докторов и множество соискателей на другие степени.

## Награды и членства
Является членом ряда научных обществ, включая Французское химическое общество, Швейцарское химическое общество, Американское химическое общество, Королевское химическое общество.
В число наград входит Серебряная медаль Национального центра научных исследований (2011).

## Редколлегии
Входит в редколлегии журналов:
- Chemical Communications[2]
- Crystal Growth and Design[англ.][3]

Принимал участие в создании энциклопедии Encyclopedia of Supramolecular Chemistry (ESMC), Marcel Dekker Inc., 2004.